# Josep Moix Marimon
Josep Moix Marimon (Santa Coloma de Queralt, 25 de setembre de 1880 – 24 de desembre de 1957) va ser un activista cultural.

## Teatre associatiu
Entre 1895 i 1928, Moix Marimon esdevé la gran referència del teatre associatiu de Santa Coloma de Queralt. En les memòries pòstumes Trenta-cinc anys de teatre. Records d’un aficionat de poble (1950) explica la seva participació en les representacions de la Societat l’Estrella, el Centre Republicà, la Joventut Nacionalista i el Centre Catòlic d’Obrers. Director des de 1912, les seves representacions són conegudes per l'exigència que imposava als intèrprets i la qualitat dels vestuaris i l'escenografia, que confeccionava ell mateix. Moix va tenir un paper destacat en la popularització de les obres d'Àngel Guimerà, Santiago Rusiñol i Frederic Soler Pitarra a Santa Coloma. A més va dissenyar la maqueta del Casal de la Joventut Nacionalista (1922) i del Teatre l’Estrella (1933).

## Activista cultural
Més enllà del fet teatral, Moix és la gran referència cultural de la seva generació a Santa Coloma de Queralt. Juntament amb Josep Martí, Josep Domingo i Bonaventura Montserrat, hi organitza les primeres projeccions de cinema, essent l'encarregat del seu funcionament entre 1908 i 1917.
En paral·lel, participa de l'escola pictòrica de Santa Coloma de Queralt de primer terç del segle xx, liderada per Josep Nogué Massó, i esdevé un dels promotors de la fotografia a la Vila. Moix també va implicar-se en l’organització de festes locals, sobretot les rues de Carnestoltes, i va ser el responsable de la Biblioteca Municipal (1933-1939).

## Memorialista
Sota el pseudònim Martí Mas Gener, redacta la secció ‘Del meu poble’ en la revista Sagarra Nacionalista Arxivat 2022-02-01 a Wayback Machine., publicada a Santa Coloma de Queralt entre 1922 i 1923. Es tracta de vint articles que expliquen els costums de Santa Coloma a finals del segle xix i que tenen molt bona accepció. Per a gaudi personal, també va redactar vint-i-tres peces més de temàtica costumista i etnològica, reunides amb el títol Del temps vell.
El conjunt de quaranta-tres textos van ser recopilats el 1996 en el llibre Del meu poble, del temps vell, un testimoni del calendari festiu, els oficis tradicionals, la vida quotidiana de la població i anecdotari local de Santa Coloma.

## Empresonament i postguerra
Moix Marimon va ser empresonat a Montblanc entre el 23 de gener i el 9 de juny de 1939, posteriorment al castell de Pilats de Tarragona (fins al 9 d’agost), i finalment a la presó de Cuéllar (Segovia). En aquesta última presó, d’on va ser alliberat el 24 de juliol de 1940, va escriure el poemari Cants de gàbia.
En retornar a Santa Coloma va sofrir el boicot de l'elit local i d’un gruix de la població, que no anava a comprar a la seva sastreria per no ser vinculats amb una persona que havia estat etiquetada com a desafecta al règim. Aquestes vivències van ser explicades en les memòries Els moderns senyors feudals. (1950) 

## Obres
- Del meu poble, del temps vell (1997, Associació Cultural Revista La Segarra)
- Memòries de presó (1939-1940) (2011, Associació Cultural Baixa Segarra). Inclou Cants de gàbia i Els moderns senyors feudals.
- Trenta-cinc anys de teatre. Records d’un aficionat de poble (2018, Associació Cultural Revista La Segarra)